# Barrière mentale
Barrière mentale (titre original : Brain Wave) est un roman de science-fiction de Poul Anderson paru en 1954. Le roman est publié en traduction française en 1958. Le récit est divisé en vingt chapitres qui suivent alternativement deux lignes narratives distinctes : l'histoire d'Archie Broch, un simple d'esprit engagé dans la ferme d'un riche homme d'affaires, et le récit de Peter Corinth, un physicien de haut niveau qui tente de comprendre le phénomène. Le roman évoque la situation de l'humanité qui un jour se réveille avec une intelligence moyenne bien supérieure à ce qu'elle avait connu jusque-là.
Le titre original anglais, qui signifie littéralement « onde cérébrale », est parfois employé en anglais comme synonyme d'électroencéphalogramme.
Barrière mentale ne fait partie d'aucun grand cycle romanesque de l'auteur. En revanche, l'année 1954 fut particulièrement faste dans la carrière d'écrivain de Poul Anderson qui publia trois romans et six nouvelles.

## Résumé

### Chronologie des événements
À l'Institut Rossman de New York, Peter Corinth, un physicien de renom, constate d'étranges phénomènes inexpliqués : certaines constantes électromagnétiques de la planète Terre ont changé et les impulsions bio-électriques des neurones se sont intensifiées. Ses collègues sont tous dans un état d'émulation réciproque avancé, certains résolvent des équations complexes restées depuis longtemps sans solution, tandis que d'autres envisagent de nouveaux projets scientifiques. Une seule conclusion s'impose : l'intelligence de l'humanité a soudain augmenté en des proportions très importantes. Lorsqu'il mesure son propre quotient intellectuel, Peter Corinth constate qu'il est passé de 160 à 200 en quelques jours.
Mais les conséquences de cette nouvelle intelligence ne se font pas attendre. La civilisation occidentale semble sombrer dans le chaos, les personnels employés à des postes manuels démissionnent, les vivres et les matières premières viennent bientôt à manquer, des émeutes sont à déplorer dans les grandes villes. Chez lui, Peter Corinth découvre sa femme psychologiquement fragilisée, angoissée par cette nouvelle forme d'intelligence qui n'a fait qu'augmenter ses propres peurs existentielles. Cherchant la cause de cette révolution neurobiologique, le physicien mène ses recherches à l'Institut et annonce bientôt ses conclusions à ses collègues et au président de l'Institut, John Rossman : le système solaire, dans son orbite autour du centre de la galaxie, est sorti d'un champ inhibiteur qui bloquait le fonctionnement électrochimique des êtres vivants depuis la période du Crétacé, freinant ainsi l'évolution  naturelle des espèces. Après la réunion, Peter Corinth et Helga Arnulfsen, la secrétaire de direction, se font agresser par un groupe de fanatiques de la nouvelle religion anti-scientifiques, le Nouveau Culte de Baal.
Après quelque temps de chaos, les scientifiques conçoivent des aliments de synthèse et la vie politique se réorganise au niveau local. À New York, c'est un voisin de Peter Corinth, Felix Mandelbaum, qui préside le nouveau conseil municipal. À l'Institut, John Rossman fait travailler ses scientifiques sur un nouveau projet d'astronef interstellaire. Lorsque la fusée est prête, Peter Corinth monte à son bord en compagnie du biologiste Nathan Lewis. Lorsqu'ils atteignent la zone électromagnétique inhibitrice, leur théorie est confirmée, mais ils retrouvent alors leur QI d'origine et ne savent plus faire fonctionner leur astronef. Lorsqu'ils sortent enfin du champ et retrouvent toutes leurs facultés intellectuelles, ils sont dans le nuage de Magellan. Pendant leur retour vers le système solaire, ils explorent de nombreuses planètes, découvrent quatorze autres formes de vie intelligente et en concluent que l'espèce humaine est la race la plus intelligente de la galaxie.
Pendant ce temps à New York, l'administrateur Felix Mandelbaum doit suivre la piste d'une organisation secrète internationale qui vole du matériel scientifique. Sheila Corinth, de plus en plus dépressive, retourne à l'Institut Rossman, apprend que son mari est porté disparu et manipule des électrochocs pour revenir à son état d'intelligence antérieur. Lorsque Peter Corinth et Nathan Lewis rentrent enfin sur Terre, Sheila est à l'hôpital et déclare à son mari que leur union est terminée, que le Peter qu'elle aimait est mort. Quelque temps plus tard, en plein Pacifique, Grunewald et Manzelli s'affairent autour de leur dernière invention, un champ inhibiteur artificiel. Avec d'autres conjurés du monde entier, ils projettent de quitter la Terre et de fonder une nouvelle civilisation humaine avec une intelligence redevenue normale sur une plateforme orbitale. Mais ils sont arrêtés au dernier moment par les Observateurs, les nouveaux services d'espionnage.
Dans la campagne environnante, Archie Brock, un simple d'esprit employé dans la propriété du richissime John Rossman, constate que les animaux sont nerveux et réagissent bizarrement. Les chevaux de trait refusent de tirer la charrue et brisent le timon d'un coup de sabot, tandis que Stan Wilmer, un autre fermier attaché à la propriété, est attaqué par des porcs domestiques qui ont ouvert les portes de leurs enclos pour aller se réfugier dans la forêt. Tout autour de lui, à la suite de l'augmentation de leur QI, les fermiers et métayers quittent leurs fonctions pour tenter leur chance ailleurs.
Resté seul à la ferme avec le jeune Voss, Archie Brock constate que les animaux ont trouvé le moyen de sauter les clôtures. Quand Archie décide d'aller chercher de l'aide en ville, il découvre que la plupart des terres arables appartiennent désormais à une vaste coopérative agricole, mais il renonce à céder sa récolte en échange des services de la coopérative. Lorsqu'il rentre au domaine, Archie découvre que les porcs échappés sont en train de traîner des sacs de nourriture dans la forêt. Alors qu'il est cerné par les porcs et qu'un taureau s'apprête à le charger, il est sauvé in extremis par un couple de chimpanzés juchés sur un éléphant.
Archie travaille ensuite à la ferme aidé de ses nouveaux amis. Les habitants de la ferme Rossman sont bientôt rejoints par une colonies d'arriérés mentaux qui forment ensemble une étrange communauté. Un astronef se pose bientôt aux abords de la propriété et vient y déposer Sheila Corinth, qui a souhaité retrouver la vie humaine d'avant le grand changement.

## Personnages principaux
Les personnages principaux sont classés dans l'ordre alphabétique des patronymes :
- Helga Arnulfsen, assistante-chef de l'Administration de l'Institut Rossman ;
- Bill Bergen, métayer de la propriété de John Rossman ;
- Archie Broch, simple d'esprit engagé pour travailler dans la ferme du richissime John Rossman ;
- Peter Corinth, physicien, ancien membre du Projet Manhattan, employé de l'Institut Rossman ;
- Sheilah Corinth, épouse de Peter Corinth, femme au foyer ;
- Gantry, représentant du syndicat des fermiers de huit comtés ;
- Grunewald,  adjoint de Peter Corinth ;
- William Jerome, administrateur de l'usine alimentaire de Long Island ;
- Johansson, adjoint de Peter Corinth ;
- Docteur Roger Kearnes, psychiatre de Sheila Corinth ;
- Nathan Lewis, biologiste, employé à l'Institut Rossman ;
- Felix Mandelbaum, voisin de la famille Corinth ;
- Sarah Mandelbaum, épouse de Felix Mandelbaum ;
- Jim Manzelli, assistant de Grunewald ;
- M'Wanzi, rebelle africain ;
- Brian O'Bannion, chef des Observateurs (renseignements généraux) de New York ;
- John Rossman, fondateur de l'Institut qui porte son nom, milliardaire qui a fait fortune dans les métaux ;
- Voss, garçon simple d'esprit employé à la ferme de John Rossman ;
- Wato, sorcier africain ;
- Stan Wilmer, employé à la ferme de John Rossman ;
- Wou-Wou, vagabond simple d'esprit ;

Animaux
- Joe, chien d'Archie Brock ;
- Jimmy, chimpanzé mâle ;
- Méhitabel, chimpanzé femelle ;
- Jumbo, éléphant.

## Commentaires

### Définition de l'intelligence
Poul Anderson oppose au cours de son roman deux notions de l'intelligence : l'intelligence pratique nécessaire à la survie de l'espèce et de l'individu (comme la faculté de trouver de l'eau, de lire les signes de la nature, d'être apte à survivre dans des conditions extrêmes) et l'intelligence technique, cultivée par une civilisation qui porte aux nues des disciplines abstraites comme les mathématiques pures. L'auteur souligne également que l'accroissement de l'intelligence humaine ne va pas de pair avec une plus grande moralité des individus et que les passions humaines sont toujours les mêmes.

### Conséquences sur la civilisation
Tout au long du roman, Poul Anderson énumère les diverses conséquences probables d'une augmentation de l'intelligence humaine sur la civilisation occidentale. Pour l'auteur, l'accroissement du quotient intellectuel humain conduit globalement à une perception aiguë de la « vacuité de la civilisation occidentale », basée sur les notions rassurantes de propriété et de travail, et à la volonté de consacrer sa vie à des activités plus enrichissantes. Ainsi, tous les domaines de la société sont touchés :
- Politique : vacances des postes à responsabilité au plus haut niveau de l'État, réorganisation politique au niveau local, mutineries militaires, résistance d'une partie de la population à son nouvel état civilisationnel, refuge dans la superstition et la religion, dépassement des idéologies capitaliste et socialiste, disparition du rôle central des grandes cités[2], désertification urbaine ;

- Économie : effondrement de l'économie de marché et de la cotation en bourse, raréfaction des matériaux et des produits de consommation courante, invention d'une alimentation synthétique, robotisation à outrance des tâches manuelles répétitives ;

- Santé : progrès de la psychologie, prolongement de la vie ;

- Sciences : accélération du progrès scientifique, dépassement des lois physiques d'Albert Einstein, voyage possible au-delà de la vitesse de la lumière.

Poul Anderson met également en scène des groupes d'individus hostiles au changement survenu dans leur cerveau et nostalgiques de l'ère précédente. Ainsi, l'Homme pourrait ne pas souhaiter devenir plus intelligent, si ses angoisses sont amplifiées et si sa psychologie est fragilisée
par une activité cérébrale accélérée.

### Réinvention du langage
Poul Anderson développe un autre thème intéressant comme conséquence de l'accroissement de l'intelligence humaine : la réinvention du langage. La communication entre personnes au QI élevé passe désormais par un langage oral articulé autour de notions simples, logiques et directes, tandis que la plus grande partie du message passe par le langage non verbal - les gestes, les mimiques et autres attitudes diverses de l'interlocuteur -, que le cerveau sait désormais interpréter symboliquement, intuitivement ou psychologiquement. Le langage articulé se réduit alors à sa plus simple expression, évitant les redondances et se concentrant sur l'essentiel.
Cette nouvelle approche du langage conduit l'auteur à utiliser divers moyens typographiques. C'est ainsi qu'il utilise dans la seconde partie du roman de nombreuses incises mises entre parenthèses et imprimées en italiques pour indiquer au lecteur tout le non-dit de cette nouvelle forme de langage.

### Géopolitique de la Guerre froide
Paru en 1954, la géopolitique du roman de Poul Anderson est très marquée par la guerre froide et l'équilibre de la terreur. L'auteur ne manque pas une occasion de vilipender la révolution de Lénine et de faire de la révolte des pays soviétisés un corollaire logique de l'augmentation générale de l'intelligence humaine. Poul Anderson évoque également en marge de son récit un soulèvement populaire dans l'empire soviétique, financé et armé par les États-Unis. Les Soviétiques, vaincus, lancent alors leurs missiles nucléaires sur les grandes villes américaines, mais ceux-ci explosent contre les boucliers magnétiques américains nouvellement installés. Cet épisode permet ainsi à l'auteur de porter à son terme la logique meurtrière de la guerre froide pour ensuite poser les bases d'une nouvelle géopolitique mondiale.

### Traumatisme d'Hiroshima et responsabilité scientifique
Dans cette période d'après-guerre, le roman de Poul Anderson se fait l'écho du traumatisme causé par les bombardements atomiques de Hiroshima et Nagasaki. L'auteur décrit l'un de ses principaux personnages, Peter Corinth, comme un ancien membre du projet Manhattan. Le physicien est présenté  par l'auteur comme un être rongé par le sentiment d'avoir commis une faute lourde en participant à un projet scientifique aux conséquences aussi désastreuses. Poul Anderson retrace le parcours d'un scientifique repentant qui préfère quitter l'armée immédiatement après la Seconde Guerre mondiale et s'engager dans des mouvements pacifistes et progressistes, persuadé qu'il a été dupé par le gouvernement. Poul Anderson semble ainsi attribuer la responsabilité d'Hiroshima non aux scientifiques eux-mêmes - même s'ils ont rendu le désastre techniquement possible -, mais aux hommes de pouvoir qui ont détourné le progrès technique à des fins meurtrières.

## Éditions françaises
Publication en deux parties
- Poul Anderson, Barrière mentale, traduit de l'américain par Alain Dorémieux, Satellite, Les cahiers de la science-fiction (revue), no 1, 1958 ;
- Poul Anderson, Barrière mentale, traduit de l'américain par Alain Dorémieux, Satellite, Les cahiers de la science-fiction (revue), no 2, 1958 ;

Publications en un volume
- Poul Anderson, Barrière mentale, traduit de l'américain par Alain Dorémieux, Librairie des Champs-Élysées, coll. « Le Masque Science-fiction », no 14, 1974 (réédition en 1979) ;
- Poul Anderson, Barrière mentale, traduit de l'américain par Alain Dorémieux, Edito Services, coll. « Les chefs-d'œuvre de la science-fiction », 1976 ;

Publication dans un recueil
- Poul Anderson, Barrière mentale, in Barrière mentale et autres intelligences, traduit de l'américain par Pierre-Paul Durastanti, Le Bélial', 2013

## Critiques spécialisées
Dans son Histoire de la science-fiction moderne, parue en 1984, Jacques Sadoul déclare à propos de ce roman : « Malheureusement, ni Anderson ni ses lecteurs n'étant des génies, l'auteur fut incapable de rendre de façon vraisemblable les effets de cette marée d'intelligence et son roman est un divertissement agréable à lire, sans plus. ».

## Citations
Les numéros de page des citations qui suivent font référence à l'édition Le Masque Science-fiction de 1979.
- « [...] L'histoire de tous les jours était inchangée. C'étaient toujours les guerres, les troubles, la suspicion, la peur, la haine et la cupidité, les maladies d'un monde en voie de désagrégation. », chap. II, p. 40 ;

- « [...] Quatre-vingt dix-neuf pour cent des êtres humains, toute abstraction faite de leur intelligence, choisiront la solution opportune au lieu de choisir la solution raisonnable, tout en se leurrant de l'illusion qu'il leur sera possible d'échapper aux conséquences. », chap. III, p. 58 ;

- « Les gens pensent davantage, cela ne veut pas dire qu'ils pensent juste. », chap. III, p. 60 ;

- « Il se peut qu'une intelligence accrue doive affecter l'ensemble de la personnalité, mais jusqu'à présent personne n'a pu se débarrasser de ses faiblesses, de ses ignorances, de ses préjugés, de ses œillères ou de ses ambitions. Chacun possède seulement davantage de force, d'énergie physique et d'intelligence pour précisément donner libre cours à ses défauts et à ses tares. C'est une des raisons pour lesquelles notre société est en train de craquer par la base. », chap. III, p. 67-68 ;

- « Une ville est un organisme vivant, mais son équilibre est précaire », chap. VI, p. 83 ;

- « Même avant le changement, il avait existé une sorte de vacuité interne dans la civilisation occidentale, comme si la société représentant cette civilisation s'était inconsciemment rendu compte qu'il devait y avoir, dans la vie, autre chose que sa propre existence éphémère. », chap. VI, p. 87 ;

- « C'est triste de constater à quel point l'intelligence et la raison ne vont pas de pair. », chap. VII, p. 104 ;

- « Le sentiment de force et de sécurité lié à la notion de possession était essentiellement trompeur. Il ne servait qu'à une sorte d'estime de soi devenue maintenant inutile. », chap. VIII, p. 110 ;

- « L'histoire de l'humanité, dans un certain sens, avait représenté un combat sans fin entre l'instinct et l'intelligence, le rythme involontaire de l'organisme et les concepts créés par la conscience. », chap. XV, p. 177 ;

- « Qu'est-ce que le monde ancien a offert à 90 % de l'espèce humaine ? Le labeur, la fatigue, la maladie, l'ignorance, la guerre, l'oppression, la peur, de la naissance à la mort. », chap. XIX, p. 231.